# Coleophora lusciniaepennella
Coleophora lusciniaepennella é uma espécie de mariposa do gênero Coleophora pertencente à família Coleophoridae.